# Absence blízkosti
Absence blízkosti je český film režiséra Josefa Tuky z roku 2017, jedná se o jeho režijní debut. Vypráví o svobodné matce, která má špatný vztah ke své tříměsíční dceři i ke své matce. Pomůže jí ale nález deníků svého zesnulého otce.

## Obsazení
| Jana Plodková | Hedvika |